# Нельсон Майлз
Нельсон Епплтон Майлз (англ. Nelson Appleton Miles; 8 серпня 1839, Вестмінстер, Массачусетс — 15 травня 1925, Вашингтон) — американський воєначальник, генерал-лейтенант армії США. Головнокомандувач армії США (1895—1903). Учасник Індіанських, Громадянської та іспансько-американської війн. Військовий губернатор Пуерто-Рико (1898).

## Біографія
Військова кар'єра
- 9 вересня 1861 — перший лейтенант (тимчасове звання)
- 31 травня 1862 — підполковник (тимчасове звання)
- 30 вересня 1862 — полковник (тимчасове звання)
- 12 травня 1864 — бригадний генерал (тимчасове звання)
- 25 серпня 1864 — генерал-майор (тимчасове звання)
- 21 жовтня 1865 — генерал-майор (тимчасове звання)
- 28 липня 1866 — полковник (тимчасове звання)
- 2 березня 1867 — генерал-майор (тимчасове звання)
- 15 березня 1869 — полковник
- 15 грудня 1880 — бригадний генерал
- 5 квітня 1890 — генерал-майор
- 6 червня 1900 — генерал-лейтенант

Нельсон Епплтон Майлз народився у Вестмінстері, штат Массачусетс, на фермі своєї родини. Він працював у Бостоні, був захоплений у військову історію і всіляко вивчав військову справу. На початок Громадянської війни Майлз працював продавцем посуду в Бостоні. 9 вересня 1861 року він записався добровольцем до армії Союзу і розпочав військову службу. Брав участь у багатьох вирішальних боях та битвах цієї війни. 31 травня 1862 року він став лейтенантом добровольчої піхоти 22-го полку штату Массачусетс, а 31 травня 1862 року був призначений підполковником 61-го піхотного добровольчого полку Нью-Йорка. Після бою під Антітемом отримав тимчасове звання полковника.
За час Громадянської війни бився під Фредеріксберґом, Чанселорсвіллом та в Аппоматтокській кампанії. Був чотири рази поранений у боях. 2 березня 1867 року Майлз отримав тимчасове звання бригадний генерал регулярної армії на знак визнання його заслуг у битві під Чанселорсвіллом. В подальшому змагався у битвах у глушині та під Спотсильванією. 21 жовтня 1865 року у віці 26 років Майлз став генерал-майором добровольців.
Після війни Нельсон Майлз був комендантом форту Монро, штат Вірджинія, де в полоні перебував колишній президент Конфедерації Джефферсон Девіс. Під час перебування на посаді Майлз був змушений захищатися від звинувачень у жорстокому поводженні з Девісом.
Після завершення воєнних дій Нельсон Майлз продовжив військову службу в лавах американської армії. У березні 1869 року він став командиром 5-го піхотного полку США.
30 червня 1868 року молодий офіцер одружився з Мері Хойт Шерман (дочка Чарльза Тейлора Шермана, племінниця Вільяма Т. Шермана та Джона Шермана та онука Чарльза Р. Шермана).
Нельсон Майлз відіграв провідну роль майже у всіх кампаніях армії США проти племен американських індіанців Великих рівнин. У 1874—1875 рр. він був командиром армійського угруповання, яке перемогло племена кайова, команчі та південні шеєни у зіткненнях уздовж Ред-Ривер. У період між 1876 і 1877 роками він брав участь у рейдовій кампанії в Північних рівнинах після поразки підполковника Джорджа Армстронга Кастера в битві при Літтл-Біггорн, і змусив лакоту та їхніх союзників відступити до резервацій. Взимку 1877 року він відправив свої війська форсованим маршем через Східну Монтану, щоб перехопити Не-персе на чолі з вождем Джозефом після війни не-персе.
У грудні 1880 року Майлз отримав звання бригадного генерала Регулярної армії. Очолював Департамент Колумбія (1881–85) та Департамент Міссурі (1885–86). У 1886 році він змінив генерала Джорджа Крука на посаді командувача збройними силами в кампанії проти Джеронімо, лідера чирікауї апачів, у департаменті Арізони. У 1888 році Майлз став командувачем Тихоокеанського військового округу та Департаменту Каліфорнія.
У квітні 1890 року Майлз отримав звання генерал-майора Регулярної армії і став командуючим Військовим округом Міссурі. Того ж року сталося остання велике повстання племен сіу в резерваціях Лакота, відоме як Танець Духа. Майлз очолив сили армії США, що вели бойові дії проти індіанців на землях Лакоти. Підлеглі йому війська вбили Сидячого бика та влаштували різанину близько 300 сіу на Вундед-Ні. Майлз не брав безпосередньої участі у цій ганебній акції та піддав різкій критиці командуючого Джеймса Форсайта. Всього через два дні після події Майлз написав своїй дружині, описуючи «Вундед-Ні» як «найогиднішу кримінальну помилку і жахливу різанину жінок і дітей». Після звільнення з армії він боровся за компенсаційні виплати тим, хто вижив після різанини.
З 1894 по 1895 рік Майлз командував Департаментом Сходу. У 1895 році його призначено Головнокомандувачем армії США, в цій посаді він очолював американські війська під час іспано-американської війни. Після капітуляції іспанців у Сантьяго-де-Куба він особисто очолив вторгнення в Пуерто-Рико, висадившись у Гваніці під час так званої Пуерто-Риканської кампанії. Він служив першим главою військового уряду, створеного на острові, поєднуючи обов'язки керівника окупаційної армії та адміністратора цивільних справ.